# Mitchell County (Texas)
Mitchell County je okres ve státě Texas v USA. K roku 2010 zde žilo 9 403 obyvatel. Správním městem okresu je Colorado City. Celková rozloha okresu činí 2 372 km².